# VinaGame
VNG是一家属于越南互联网与科技行业的公司。VNG于2004年成立，目前拥有多款数字内容产品，如：Zalo, Zing MP3, 123Pay, CSM等。在AC尼尔森与Anphabe公司联合发布《2014年2月越南最佳工作场所Top100排行榜》中，VNG被评为互联网、电子商务行业最佳工作场所。

## 历史
- 2004年9月9号，成立VinaGame公司。中国金山软件公司开发的《剑侠情缘》是VinaGame代理的第一款网络游戏。
- 2006年－2007年，VinaGame发行多了款能够满足客户需求的游戏和软件，如：CMS网吧管理软件，123Mua.vn电子商务平台等等。根据Alexa发布的数据显示，VinaGame是2008年8月越南访问量最大的网站。
- 2008年－2009年，VinaGame改名为VNG Corporation。
- 2010年-2011年，成功研发《顺天剑》（越南名为Thuan Thien Kiem），该款网游获得奎星2010年游戏及电子娱乐产品/解决方案奖项。
- 2012年－2013年，VNG开始研发基于移动设备的产品，其中，Zalo（免费移动网络电话及即时通讯软件）上线仅一年半，用户量已突破1千万。
- 2021年8月12日，彭博报道，据知情人士透露，越南VNG Corp.正考虑通过与一家空白支票公司的反向合并在美国上市。知情人士说，这家在线游戏和技术公司正在与财务顾问合作，与特殊目的收购公司就潜在交易进行讨论。他们表示，一笔交易可能对VNG的估值在20亿至30亿美元之间。[1]